# La resurrecció dels morts
La resurrecció dels morts (títol original: Les Revenants) és una pel·lícula francesa de cinema fantàstic escrita i dirigida per Robin Campillo, estrenada l'any 2004. Ha estat doblada al català.
El film va ser seleccionat per a la 61a Mostra de Venècia. És l'origen d'una adaptació com a sèrie de televisió, de la qual la primera temporada va ser difosa l'any 2012 a Canal+.

## Argument
Un dia, els morts surten dels cementiris. Tornen, intactes, per milions, entre els vius, per tot arreu al món. A la ciutat francesa on té lloc el film, són diversos milers: fill, espòs, dona de l'alcalde…
Logística de l'acollida d'aquests nouvinguts, dificultats de la seva reinserció professional i familiar, disturbis davant la singularitat d'aquestes « persones tornades », segons el vocable oficial: el film es mou en un clima d'inquietud difusa, als antípodes d'un film de zombis o de morts vivents clàssic.
A priori semblants als vius « ordinaris », els ressuscitats es distingeixen per diferències que apareixen gradualment: la seva temperatura corporal és més baixa quatre a cinc graus, permetent als poders públics de vigilar-los per càmeres tèrmiques aèries, i són més lents.

## Repartiment
- Géraldine Pailhas: Rachel
- Jonathan Zaccaï: Mathieu
- Frédéric Pierrot: Gardet
- Victor Garrivier: l'alcalde
- Catherine Samie: Martha
- Djemel Barek: Isham
- Marie Matheron: Véronique
- Saady Delas: Sylvain

## Producció
En l'entrevista sobre aquesta pel·lícula, el primer com a director, Robin Campillo indica que les seves referències « van de clàssics de Romero a Invasion of the Body Snatchers de Don Siegel, o Fahrenheit 451 de Truffaut, i també Muriel de Resnais per al seu ambient intranquil de ciutat de província francesa durant la guerra d'Algèria ».
El film va ser rodat l'agost de 2003 a Tours i a la regió parisenca.

## Premis i nominacions
Seleccionat per a la 61a Mostra de Venècia